# Phragmatobia
Genre
Phragmatobia est un genre de lépidoptères (papillons) de la famille des Erebidae et de la sous-famille des Arctiinae.

## Liste des espèces
Selon FUNET Tree of Life (3 novembre 2020) :
- Phragmatobia fuliginosa (Linnaeus, 1758) — l'Écaille cramoisie
- Phragmatobia amurensis Seitz, 1910
- Phragmatobia placida (Frivaldszky, 1835)
- Phragmatobia lineata Newman & Donahue, 1966
- Phragmatobia assimilans Walker, 1855
- Phragmatobia mendozana (Jörgensen, 1934)
- Phragmatobia obscura Wileman, 1911
- Phragmatobia fusca Wileman, 1911
- Phragmatobia cinnamomea Wileman, 1911
- Phragmatobia luctifera (Denis & Schiffermüller, 1775)